# 密爾湖縣
密爾湖縣（英語：Mille Lacs County）是美国明尼蘇達州中部偏東的一個縣，面積1,766平方公里。根據2020年美國人口普查，共有人口26,459人。縣治密拉卡（Milaca）。該縣成立於1857年5月23日，縣名以位於本縣北部的米拉湖（Mille Lacs Lake）命名。